# محمد سعيد عبد الوهاب
محمد سعيد عبد الوهاب (مواليد 12 يناير 1954) هو ملاكم مصري، مثّل بلاده في الألعاب الأولمبية الصيفية 1976.

## روابط خارجية
محمد سعيد عبد الوهاب على موقع أوليمبيديا (الإنجليزية)